# Леблас Йосип
Йозеф (Йосип, Жозеф) Леблас (пол. Józef Leblas; ? — бл. 1760) — скульптор першої половини — середини XVIII ст. імовірно французького або чеського походження. Працював у стилі рококо, на території Галичині та Волині (зокрема, в Олеську в 1720-1740-х роках) на замовлення князя Михайла Казимир «Рибоньки» Радзивіла (він і сприяв його переїзду на терени Галичини) та Жевуських.
Роботи
Працював у містах Олесько, Підгірці, Рівне, правдоподібно, у Жовкві.
- Алегоричні скульптури для так званого «castrum doloris» — траурних урочистостей у пам'ять королевича Якуба Людвіка Собеського у Жовкві (1743 р.)
- Відомі скульптури Св. Антонія та Св. Онуфрія в дворику монастиря капуцинів, Олесько (1745 р.)
- Ймовірно, працював на замовлення родини Жевуських у Підгірцях, де спільно із Себастіаном Фесінґером виконав з пісковика 8 скульптур святих, на аттику портика костела Св. Йосипа (1762 р.)[джерело?]
- Відомі його скульптури Марії та Івана Богослова із «Розп'яття» з фарного костелу Святого Лаврентія Жовкви
- Фігури для вівтарів у єзуїтському костелі Львова.
- Скульптурні роботи для палацу Станіслава Любомирського у Рівному (1767 р.)

## Галерея

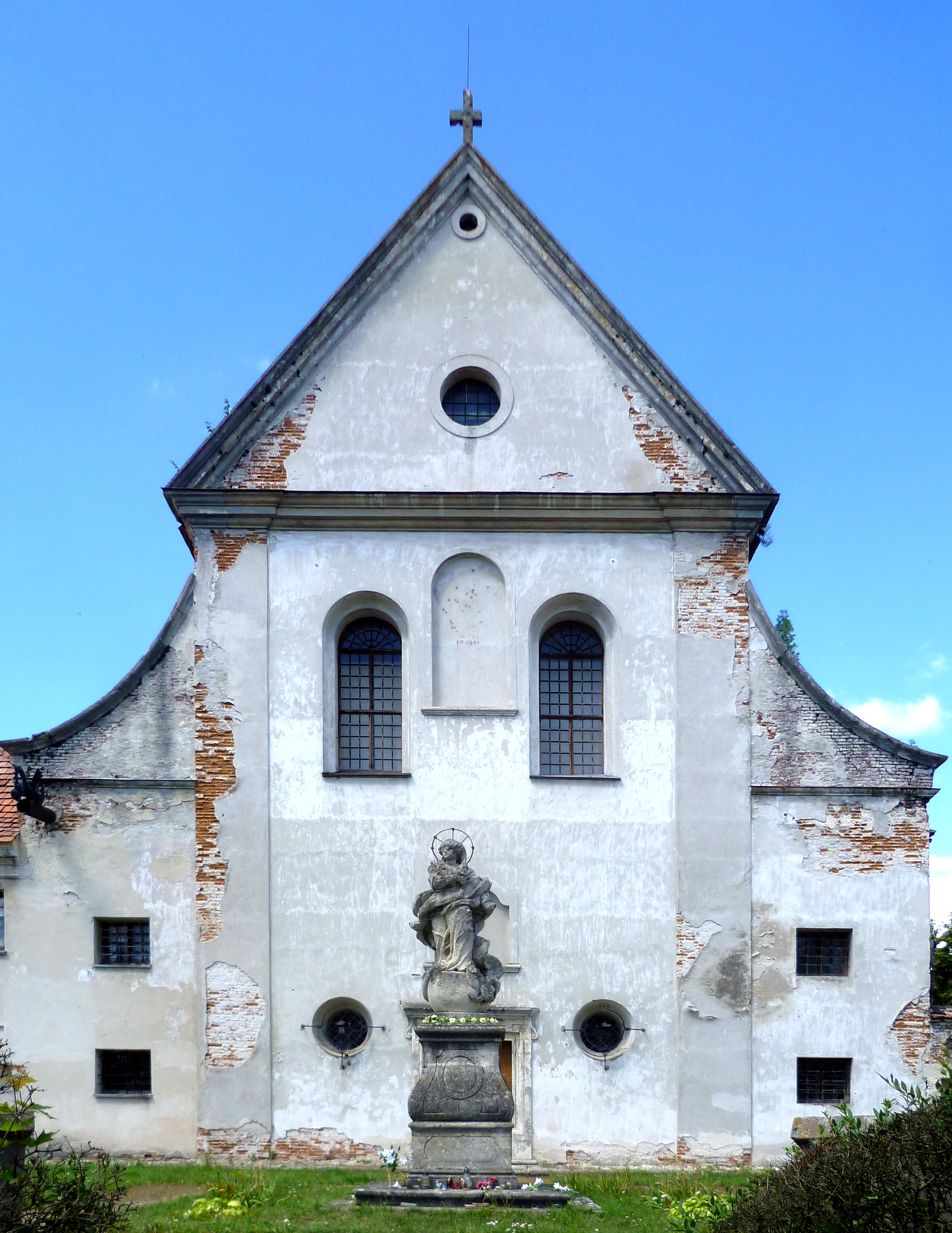
костел монастиря капуцинів (Олесько) у минулому
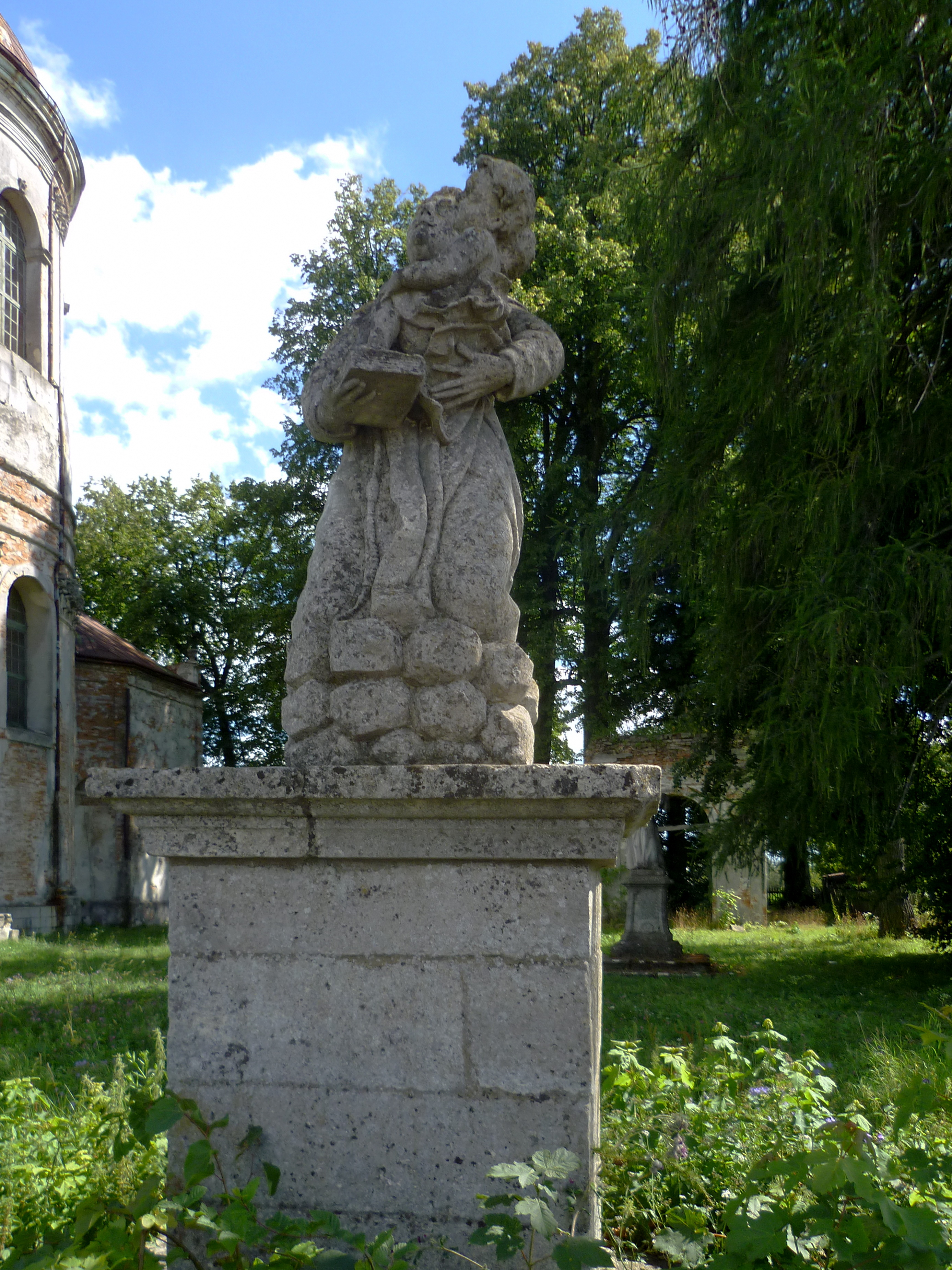
Статуя святого Йосифа, Підгірці